# 메이저와 마이너
메이저와 마이너(The Major And The Minor)는 미국에서 제작된 빌리 와일더 감독의 1942년 영화이다. 진저 로저스 등이 주연으로 출연하였고 아서 혼블로우 주니어 등이 제작에 참여하였다.

## 출연

### 주연
- 진저 로저스
- 레이 밀렌드

### 조연
- 로버트 벤츨리
- 다이아나 린
- 에드워드 필딩
- 프랭키 토머스

## 제작진
- 의상: 에디스 헤드